# Francia Răsăriteană
Francia Răsăriteană a fost dată lui Ludovic Germanul după Tratatul de la Verdun din 843, care diviza Imperiul carolingian al francilor în trei secțiuni, Francia Occidentală, Francia Orientală și Francia de Mijloc. A fost precursorul Sfântului Imperiu Roman și al Germaniei. A fost cunoscută sub diferite denumiri, ca Francia Orientalis sau Regatul Francilor Răsăriteni. Regatul Franciei Orientale a existat din 843 până la încoronarea ducelui Henric I de Saxonia în 919.
Francia Răsăriteană era împărțită în patru ducate: Suabia (Alamannia), Franconia, Saxonia și Bavaria (inclusiv Moravia și Carintia); căreia i se adaugă, după moartea lui Lothar al II-lea al Lotharingiei în 869 și părțile estice ale Lotharingiei.
Această împărțire s-a menținut până în 1268, la sfârșitul dinastiei Hohenstaufen.
Începând cu secolul al X-lea, Francia Răsăriteană a fost cunoscută și sub numele de regnum Teutonicum ("Regatul Teutonic" sau "Regatul Germaniei"), o denumire care s-a extins în perioada saliană.